# 笑天家
《笑口常開》為NHK於2017年10月2日至2018年3月31日播出的第97部晨間小說連續劇。由葵若菜主演。

## 企劃與製作
故事以明治後期至第二次世界大戰後的大阪為舞台，敘述出生京都老字號中藥行的女主角藤岡天，在父親嚴格的養育下長大。但是，在與大阪船場的米商繼承人北村藤吉相遇後，人生因此而改變。因為都相信著「人生一定要笑」的理念，兩人不顧家人的反對而結婚；但在藤吉的商店倒閉後，阿天開始思考是否能以自己最喜歡的「笑」為生，進而從小藝場開始做起，展開她波瀾萬丈、笑中帶淚的職業生涯。
本劇女主角是以吉本興業的創辦人吉本勢（舊姓：林，1889年12月5日－1950年3月14日）為原型人物。2016年11月10日公布製作相關事宜。2017年1月至2月進行女主角甄選，徵選參予人數共2378名。3月9日正式發表由18歲的葵若菜擔任女主角，4月20日公布其他演員人選，5月19日於京都市內正式開鏡。

## 拍攝地

### 拍攝地點圖片

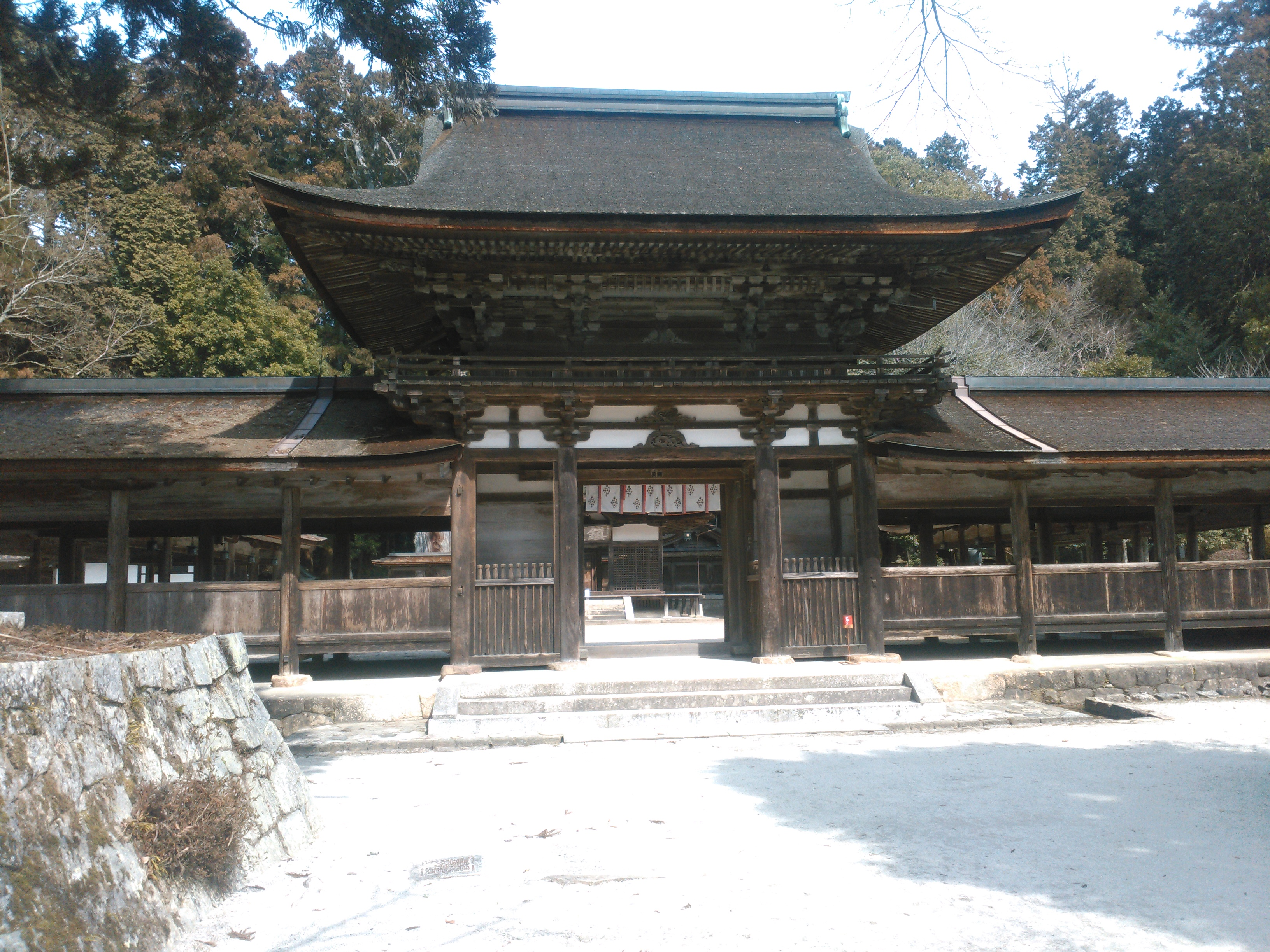
滋賀縣甲賀市油日神社（阿天於此地與藤吉初次相會）
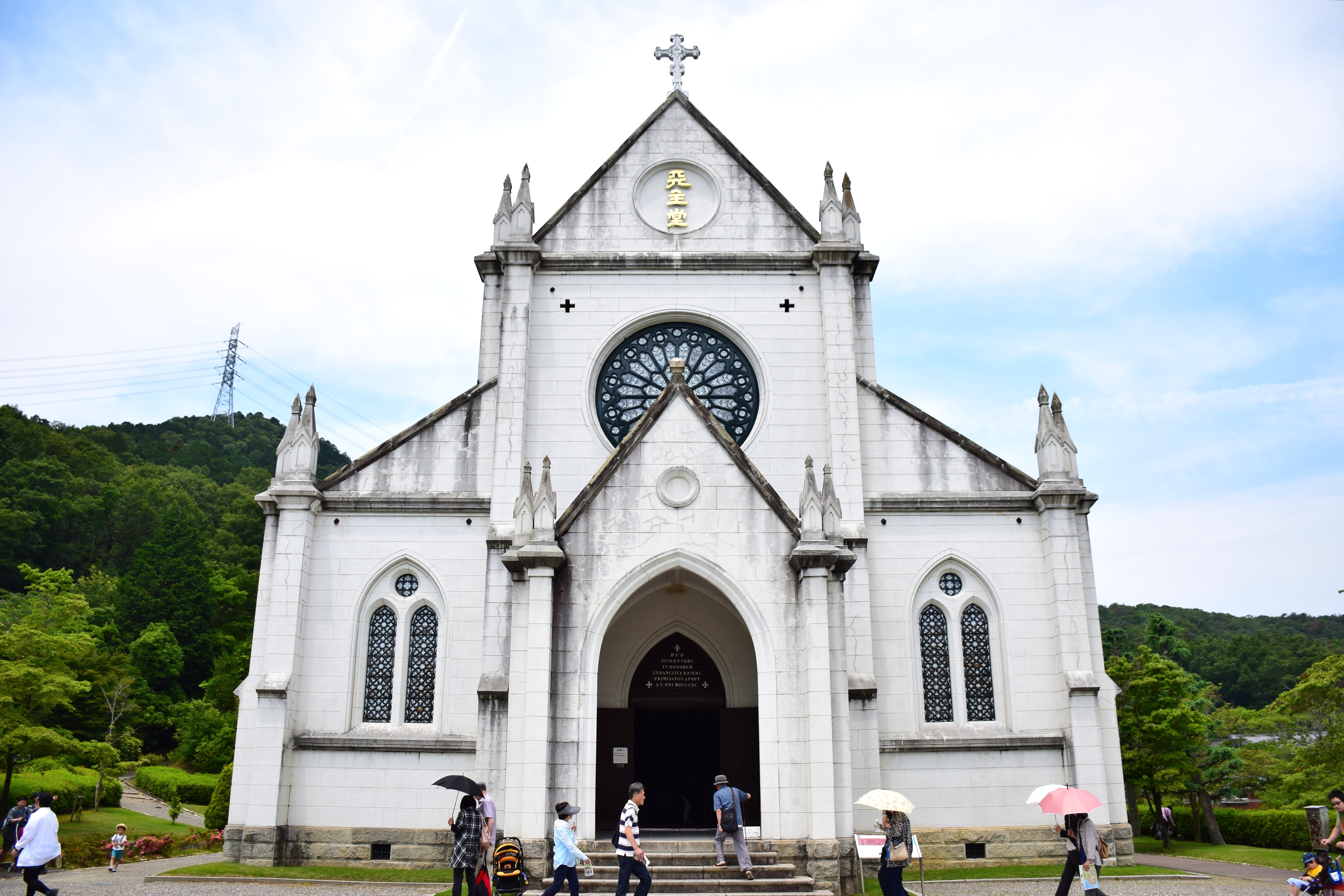
愛知縣犬山市博物館明治村・聖沙勿略聖堂（莉莉子寫真集拍攝地點）
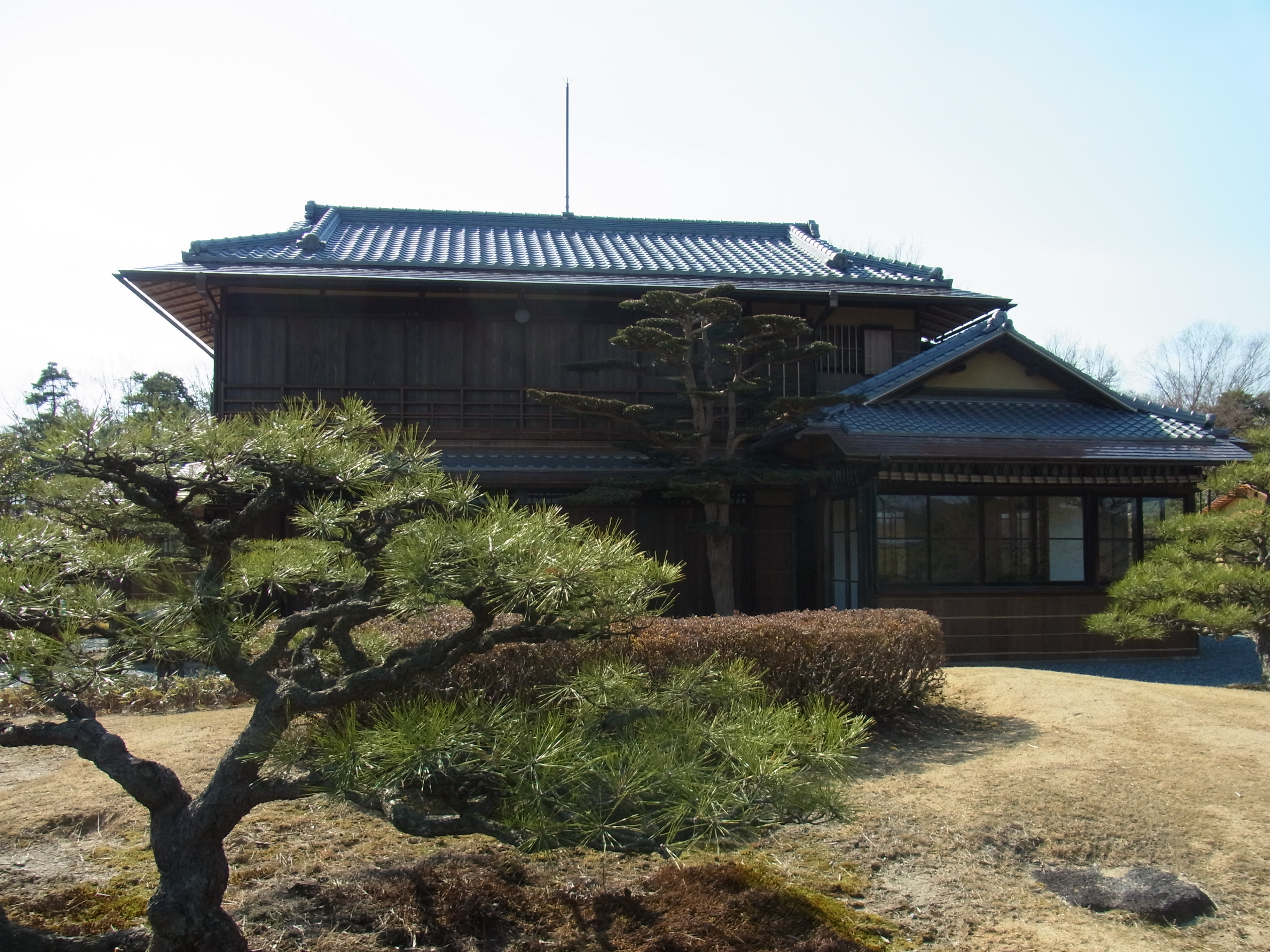
愛知縣犬山市博物館明治村・西園寺公望別邸坐漁莊（安來旅館，阿天與藤吉在此地選出安來節少女隊員）
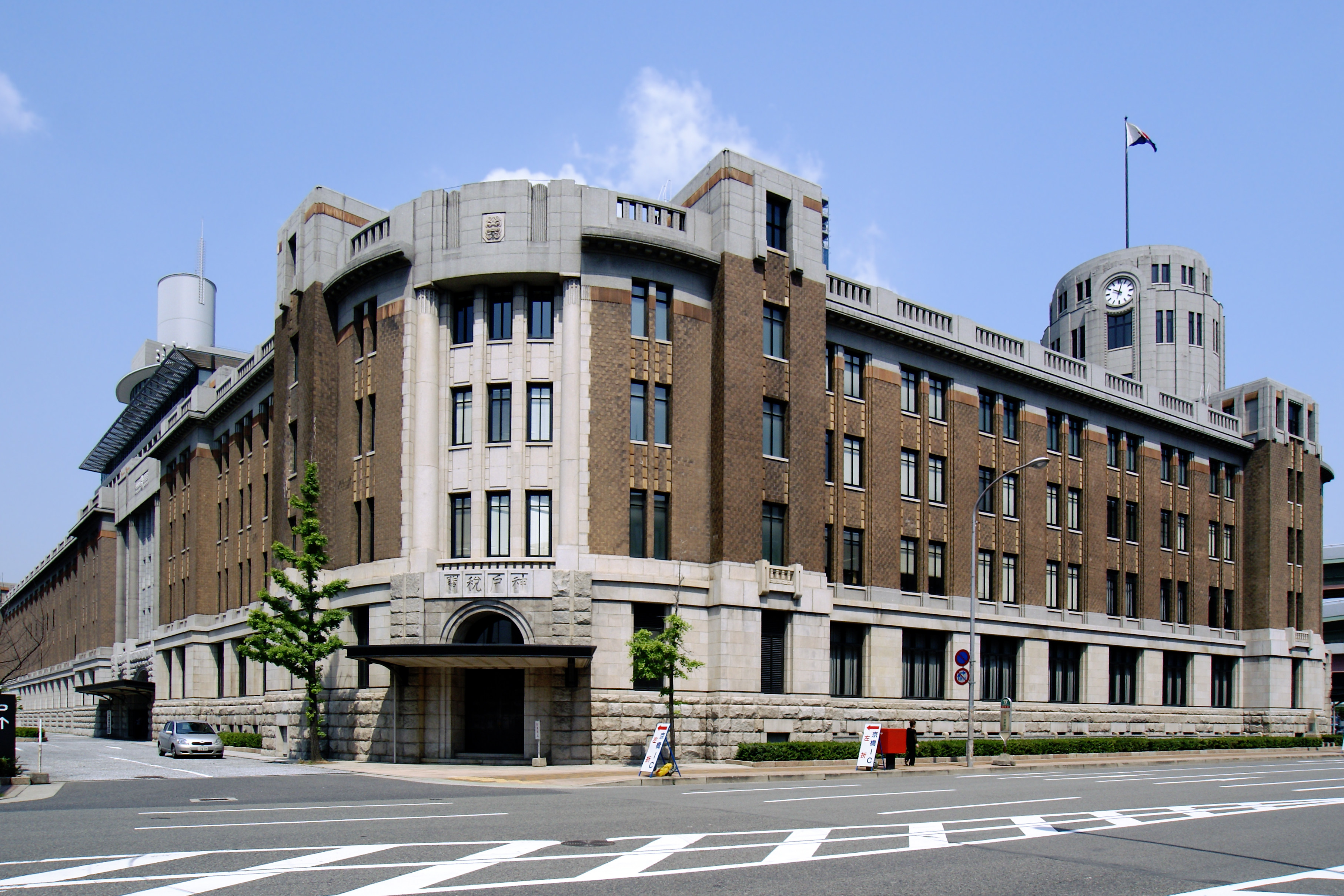
兵庫縣神戸市神戶稅關（伊能貿易外觀建築）

## 劇情概要
時間是1902年（明治35年）的京都，一個調皮愛歡笑的女孩藤岡天是老字號中藥行的長女。然而有一天，家中舉行了與德國人的生意派對，愛笑的阿天卻因此搞砸了整個派對的進行，中藥的生意也告吹了；生氣的父親藤岡儀兵衛對她下了「禁笑令」。難過的阿天不知所措，以後再也不能笑了該怎麼辦。但是，在她與同樣愛笑的未來丈夫北村藤吉相遇後，兩人移居大阪，在那裏經營起寄席，成為了爾後讓大阪得到「歡笑之都」這個封號的奇女子，展開了她充滿歡笑的人生……

## 登場人物

### 主角
- 藤岡天（藤岡てん）→北村天：葵若菜（幼少期：新井美羽）（香港配音：何寶珊）

本劇主角。原型為吉本興業創辦人吉本勢。

### 阿天人生不可或缺的人們
- 北村藤吉：松坂桃李（幼少期：大西啓翔）（香港配音：關令翹）

阿天的丈夫。原型為吉本勢丈夫，吉本興業創辦人吉本泰三。
- 武井風太：濱田岳（幼少期：鈴木福）（香港配音：李致林、謝潔貞（童年））

阿天的堂哥，「藤岡屋」的伙計。原型為吉本勢之弟，吉本興業社長林正之助。
- 伊能栞：高橋一生（香港配音：梁偉德）

青年企業家。原型為吉本勢之弟，吉本興業社長林弘高。(另一原型為阪急阪神東寶集團創辦人小林一三。)

### 京都的人們

#### 藤岡家
- 藤岡儀兵衛：遠藤憲一（香港配音：葉振聲）

阿天的父親。
- 藤岡靜（藤岡しず）：鈴木保奈美（香港配音：曾秀清）

阿天的母親。
- 藤岡初（藤岡ハツ）：竹下景子（日语：竹下景子）（香港配音：袁淑珍）

阿天的祖母。
- 藤岡新一：千葉雄大（香港配音：張方正）

阿天的哥哥。
- 藤岡凜（藤岡りん）：堀田真由（幼少期：中川江奈）（香港配音：成瑤孆）

阿天的妹妹。

#### 藤岡屋的人們
- 武井時（武井トキ）：德永繪里（香港配音：陳琴雲）

阿天的侍女，風太的妻子。
- 平助：中辻信治（日语：国木田かっぱ）（香港配音：蕭徽勇）

「藤岡屋」的掌櫃。
- 阿冴（サエ）：德田尚美（日语：徳田尚美）（香港配音：許盈）

「藤岡屋」的侍女。

### 大阪的人們

#### 北村家
- 北村啄子：鈴木京香（香港配音：陸惠玲）

藤吉的母親。原型為吉本雪。
- 杉田楓：岡本玲（日语：岡本玲）（香港配音：凌晞）

藤吉的未婚妻。
- 北村賴子：西村亞矢子（幼少期：橋本苺花）（香港配音：梁少霞）

藤吉的姐姐。
- 北村隼也：成田凌（幼少期：渡部翔夢、少年期：南岐佐、青年期：大八木凱斗（日语：大八木凱斗））（香港配音：陳灝瑋）

阿天的兒子。

#### 北村屋的人們
- 又八：井上博之（日语：井之上チャル）（香港配音：翟耀輝）

「北村屋」的掌櫃。
- 阿澄（スミ）：楠見薫（日语：楠見薫）（香港配音：林丹鳳）

「北村屋」的侍女。
- 阿松（マツ）：土井玲奈（日语：土井玲奈）

「北村屋」的侍女。
- 佐吉：梅林亮太

「北村屋」的員工。
- 豆藏：井上拓哉（日语：井上拓哉）

「北村屋」的員工。

#### 大阪的藝人們
- 秦野莉莉子（秦野リリコ）：廣瀨愛麗絲（幼少期：莉帝）（香港配音：黃昕瑜）

阿天的情敵，也是她一生的朋友。原型為川本菊野。
- 舶來屋基斯（舶來屋キース）：大野拓朗（日语：大野拓朗）（幼少期：前田旺志郎）（香港配音：曹啟謙）

本名山村喜助，閒聊漫才藝人。原型為石田正見。
- 潮淺利（潮アサリ）：前野朋哉（日语：前野朋哉）（香港配音：黃啟昌）

本名淺井利一，基斯的搭檔。原型為藤木德郎。
- 萬丈目吉藏：藤井隆（香港配音：陳卓智）

一點也不好笑的搞笑藝人。
- 萬丈目歌子：枝元萌（日语：枝元萌）（香港配音：伍秀霞）

吉藏的妻子。
- 岩先生：岡大介（日语：岡大介）（香港配音：陳永信）

住在長屋的藝人。
- 川上四郎：松尾諭（香港配音：劉奕希）

莉莉子的漫才搭檔。原型為玉松一郎。

#### 阿天在大阪巧遇的有趣的人們
- 寺銀（寺ギン）：兵動大樹（日语：兵動大樹）（香港配音：蕭徽勇）

興行界的風雲人物。
- 龜井助：內場勝則（日语：内場勝則）（香港配音：張炳強）

寄席的前主人。
- 喜樂亭文鳥：笹野高史（日语：笹野高史）（香港配音：黃子敬）

傳統落語派的扛棒。
- 月之井團吾：波岡一喜（日语：波岡一喜）（香港配音：胡家豪）

落語界的風雲人物。原型為第一代桂春團治。
- 月之井團真：北村有起哉（日语：北村有起哉）（香港配音：李錦綸）

落語家，先代月之井團吾的徒弟。
- 阿夕：中村友理（香港配音：何璐怡）

團真的妻子，先代月之井團吾的女兒。
- 柳柳亭燕團治：桂文枝（日语：桂文枝 (6代目)）（香港配音：林國雄)

上方落語界的領導人物。

#### 風鳥亭的人們
- 阿一（イチ）：鈴木康平 （香港配音：李安邦）

風鳥亭的員工。
- 阿樂：河邑未來 （香港配音：羅孔柔）

風鳥亭的服務生。
- 阿種（タネ）：辻葉子（香港配音：蔡惠萍）

隼也的保母。
- 安達都：大後壽壽花（香港配音：魏惠娥）

安來節少女組的成員之一。
- 勝部夏（勝部なつ）：畦田瞳（日语：畦田ひとみ）（香港配音：陳皓宜）

安來節少女組的成員之一。
- 錦織彩（錦織あや）：鈴木球予（香港配音：張頌欣）

安來節少女組的成員之一。
- 小豆澤永（小豆沢とわ）：辻凪子（香港配音：成瑤孆）

安來節少女組的成員之一。

#### 伊能家
- 伊能忠春：南條好輝（日语：南条好輝）

阿栞的父親。
- 相澤志乃：銀粉蝶（日语：銀粉蝶） （香港配音：林丹鳳）

阿栞的母親。
- 伊能光司郎：松木賢三 （香港配音：黃啟昌）

阿栞同父異母的哥哥。
- 山下勝利：玉置孝匡（日语：玉置孝匡）（香港配音：招世亮）

「伊能商會」的專務。

#### 大阪的其他人們
- 外國客人：Raja Sahani（香港配音：馮錦堂）

光臨「北村屋」的印度客人。
- 房產經理人：阪田雅信（日语：阪田マサノブ）

觀察到「北村屋」的生意日漸蕭條，因而勸啄子賣土地。
- 天野屋：梅田千繪

「天野屋」的女當家，為了又八的招贅婚事而拜訪「北村屋」。
- 債主：楠年明（日语：楠年明）

為了取回米店所欠的錢而拜訪「北村屋」。
- 中川太一郎：濱口秀二（日语：濱口秀二）

大阪中央廣播局的藝能部長，希望團吾師傅在廣播演出。
- 加納椿（加納つばき）→北村椿：水上京香（日语：水上京香） （香港配音：詹健兒）

隼也的妻子。
- 北村藤一郎：南岐佐（香港配音：何璐怡）

隼也的兒子，阿天的孫子。
- 加納慶一郎：及川達郎（日语：及川達郎）（香港配音：朱子聰）

阿椿的父親，中之島銀行的行長。
- 阿賴：森畑結美子（日语：森畑結美子）（香港配音：林丹鳳）

阿椿的乳母。
- 小寺誠一：木内義一（日语：木內義一）（香港配音：雷霆）

阿楓先前所任職的「每報新聞社大阪本社」的員工。
- 武井飛鳥：花田鼓（幼少期：森本久留美、少女期：岸田結光）（香港配音：廖杏茵）

風太與阿時的女兒。
- 田口一郎：辻本祐樹（日语：辻本祐樹）（香港配音：黃積權）

在青空劇場「北村笑店物語」中飾演藤吉一角。

### 其他人物
- 落語家：桂南光（日语：桂南光 (3代目)）

在福樂座主辦的「藥祭大典」上寄席的演出者，因為阿天與風太的搗亂憤而退席。
- 算命師：海原遙、海原奏汰（日语：海原はるか・かなた）（香港配音：張炳强）

接受莉莉子的賄賂，並哄騙藤吉關於他與阿天的八字不合。
- 淺井治五郎：佐川滿男（日语：佐川満男）（香港配音：朱子聰）

淺利的爺爺。
- 安達太平：白井哲也（香港配音：潘文柏）

少女組裡阿都的父親。
- 阿久津隆一：八十田勇一（日语：八十田勇一）（香港配音：葉振聲）

陸軍主計少佐。
- 工藤隆一郎：栗原英雄（日语：栗原英雄）

新世紀動畫公司的員工。
- 校閱官：伊藤正之（日语：伊藤正之）（香港配音：林國雄）

內務省電影的校閱官。
- 橫山治平：西川清志（日语：西川きよし）（香港配音：黃子敬）

阿天一家在戰時疏散的寄宿家主。
- 橫山新平：中川浩三（日语：中川浩三）（香港配音：招世亮）

治平的兒子。
- 橫山光（横山ミツ）：宮川沙紀（香港配音：沈小蘭）

新平的妻子。

## 播出日程
| 1                                                       | 1－6     | 2017年10月2日－10月7日 （不許笑）          | 本木一博            | 20.8% |
| 2                                                       | 7－12    | 10月9日－10月14日 （父親的笑容）           | 本木一博            | 19.4% |
| 3                                                       | 13－18   | 10月16日－10月21日 （一輩子都要笑）        | 本木一博            | 18.8% |
| 4                                                       | 19－24   | 10月23日－10月28日 （撙節的女當家）        | 東山充裕            | 20.4% |
| 5                                                       | 25－30   | 10月30日－11月4日 （用笑做生意）           | 東山充裕            | 20.0% |
| 6                                                       | 31－36   | 11月6日－11月11日 （兩人夢想的寄席）       | 川野秀昭            | 20.0% |
| 7                                                       | 37－42   | 11月13日－11月18日 （風鳥亭，展翅開張）    | 本木一博            | 20.5% |
| 8                                                       | 43－48   | 11月20日－11月25日 （賣笑之道）            | 東山充裕            | 19.6% |
| 9                                                       | 49－54   | 11月27日－12月2日 （女人們的忍氣袋）       | 川野秀昭            | 20.2% |
| 10                                                      | 55－60   | 12月4日－12月9日 （歡笑之神）              | 保坂慶太            | 20.0% |
| 11                                                      | 61－66   | 12月11日－12月16日 （大家的未來）          | 保坂慶太            | 20.9% |
| 12                                                      | 67－72   | 12月18日－12月23日 （歡笑大阪 春天的祭典） | 本木一博 高橋優香子 | 20.2% |
| 13                                                      | 73－76   | 12月25日－12月28日 （嘿嗨呀少女組）        | 東山充裕 中泉慧     | 20.1% |
| 14                                                      | 77－79   | 2018年1月4日－1月6日 （大家的夢想）        | 東山充裕 中泉慧     | 18.4% |
| 15                                                      | 80－85   | 1月8日－1月13日 （不許哭）                 | 川野秀昭            | 19.4% |
| 16                                                      | 86－91   | 1月15日－1月20日 （笑的新時代）            | 川野秀昭            | 20.2% |
| 17                                                      | 92－97   | 1月22日－1月27日 （一直都是笑天家）        | 本木一博            | 19.9% |
| 18                                                      | 98－103  | 1月29日－2月3日 （女表演家阿天）           | 本木一博            | 21.0% |
| 19                                                      | 104－109 | 2月5日－2月10日 （最棒的組合）             | 鈴木航              | 21.0% |
| 20                                                      | 110－115 | 2月12日－2月17日 （怦然心動）              | 鈴木航              | 20.5% |
| 21                                                      | 116－121 | 2月19日－2月24日 （小小戀愛物語）          | 東山充裕            | 20.7% |
| 22                                                      | 122－127 | 2月26日－3月3日 （夢想繼承者）             | 東山充裕            | 20.2% |
| 23                                                      | 128－133 | 3月5日－3月10日 （笑天家大隊來了）         | 川野秀昭            | 19.5% |
| 24                                                      | 134－139 | 3月12日－3月17日 （無法實現的夢想）        | 保坂慶太            | 20.5% |
| 25                                                      | 140－145 | 3月19日－3月24日 （再見了北村笑店）        | 鈴木航              | 19.9% |
| 26                                                      | 146－151 | 3月26日－3月31日 （大家都要笑天家）        | 本木一博            | 20.0% |
| 平均收視率20.1%（收視率由Video Research於關東地區統計） |          |                                            |                     |       |

## 製作團隊
- 編劇：吉田智子
- 音樂：橫山克
- 主題曲：松隆子「明日在何處」[8]
- 旁白：小野文惠（NHK主播）、劉惠雲（香港）
- 《笑天家》一週回顧與《笑天家》5分鐘搶先看主持人：井田香菜子（NHK大阪放送局主播）
- 導演：本木一博、東山充裕、川野秀昭、保坂慶太、高橋優香子、中泉慧、鈴木航
- 製作人：長谷知記
- 製作統籌：後藤高久